# ナイメーヘンの和約
ナイメーヘンの和約（オランダ語: Vrede van Nijmegen, フランス語: Traité de Nimègue, ドイツ語: Friede von Nimwegen, 英語: Treaties of Nijmegen）は、1678年から1679年にかけてネーデルラント連邦共和国のナイメーヘンで締結された諸条約の総称。仏蘭戦争の講和条約となった。

## 内容
フランス王国は、ネーデルラント継承戦争で獲得できなかったフランシュ＝コンテ地方（ブルゴーニュ伯領）をハプスブルク家から奪った。また、フランドルのいくつかの都市を獲得した。しかし、財務長官コルベールがオランダ経済の圧迫を狙って行っていた高関税政策を放棄することも確認され、1664年の水準に戻された。
また、フランスと同盟国のスウェーデンもオランダと講和した。この条約交渉では、オランダがスウェーデンに対する関税に関する貿易協定の締結を盛り込んだが、スウェーデン側は拒否し、和平条約のみを締結した。これは、フランスが仏瑞同盟の条約内容に違反し、オランダの要求を支持したことが背景にあり、貿易協定については成立しなかった。
フランスは神聖ローマ皇帝（オーストリア）とも講和した。条約では1648年のヴェストファーレン条約を基にして行われたが、ロレーヌ公国に関しては、フランスが占領した1670年の段階に戻された。また、皇帝とスウェーデンとの講和はフランスとの講和条約の中に含み、旧状復帰が認められた。